# Crudaria capensis
Crudaria capensis är en fjärilsart som beskrevs av Van Son 1956. Crudaria capensis ingår i släktet Crudaria och familjen juvelvingar. IUCN kategoriserar arten globalt som livskraftig. Inga underarter finns listade i Catalogue of Life.